# Gismonda (Victorien Sardou)
Pour les articles homonymes, voir Gismonda.

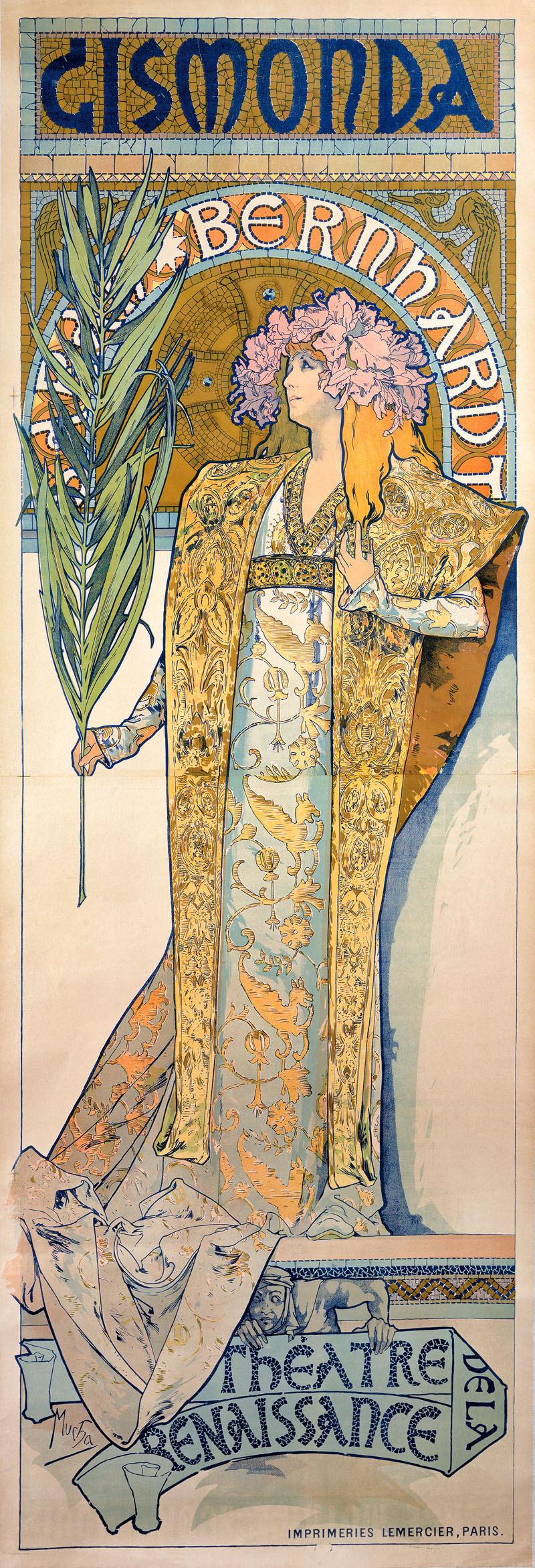
Sarah Bernhardt personnifiant Gismonda, affiche de théâtre créée en 1894 par Alfons Mucha.

Gismonda est un drame de Victorien Sardou, créé au Théâtre de la Renaissance en 1894, avec Sarah Bernhardt dans le rôle de Gismonda, Lucien Guitry dans celui d'Almerio, Mlle Deschamps dans celui de l'enfant, Mlle Grandet dans celui de Donnata.
L'intrigue est une adaptation romancée de la vie de la duchesse douairière d'Athènes Chiara Zorzi, rebaptisée Gismonda.
Seul artiste disponible chez son imprimeur quand Sarah Bernhardt le sollicite personnellement le 24 décembre 1894 pour réaliser l'affiche publicitaire de Gismonda, Alfons Mucha relève le défi et dès le matin du 1er janvier 1895, Paris se couvre de grandes affiches qui ont un si vif succès que des amateurs n'hésitent pas à les découper. Après cette réussite, Sarah Bernhardt l'engage pour un contrat de six ans.